# 江東区立深川第一中学校
江東区立深川第一中学校（こうとうくりつ ふかがわだいいちちゅうがっこう）は、東京都江東区森下四丁目に所在する区立中学校。

## 概要
1947年に開校。通称は「深一」もしくは「一中」。全校生徒数は182名・11学級編成（1年：2学級70名・2年：2学級62名・3年：2学級42名・C組(特別支援学級)17名、2015年2月現在）。学区域の深川小学校等の生徒が多数を占める。近年は公立学校選択制により深川第二中学校等他学区へ流出する生徒が多い状況である。また、深川第一中学校はバスケ部が盛んでバスケ部に入部するために学区域外からの入学も少なくはない。

## 部活動

### 運動部
- 陸上部
- 女子バドミントン部
- バスケットボール部
- 男子硬式テニス部
- 卓球部(2025年度に廃部)

### 文化部
- 美術部
- 吹奏楽部
- 文芸部(2025年度に廃部)
- チャレンジ部(C組)

## 交通
- 都営地下鉄新宿線菊川駅A2出口徒歩5分
- 都営バス
  - 「猿江一丁目」徒歩6分（錦13：錦糸町駅前～晴海埠頭または深川車庫）
  - 「森下五丁目」（東20：錦糸町駅前～東京駅北口、学校正門前）
  - 「菊川駅前」徒歩5分（錦11：錦糸町駅前～築地駅前）

## 著名な出身者
- 瀬立モニカ - パラカヌー選手・リオデジャネイロパラリンピック日本代表
- トカチョフ・サワ - YouTuber
- トカチョフ・ヤン - YouTuber